# 帕紹和約

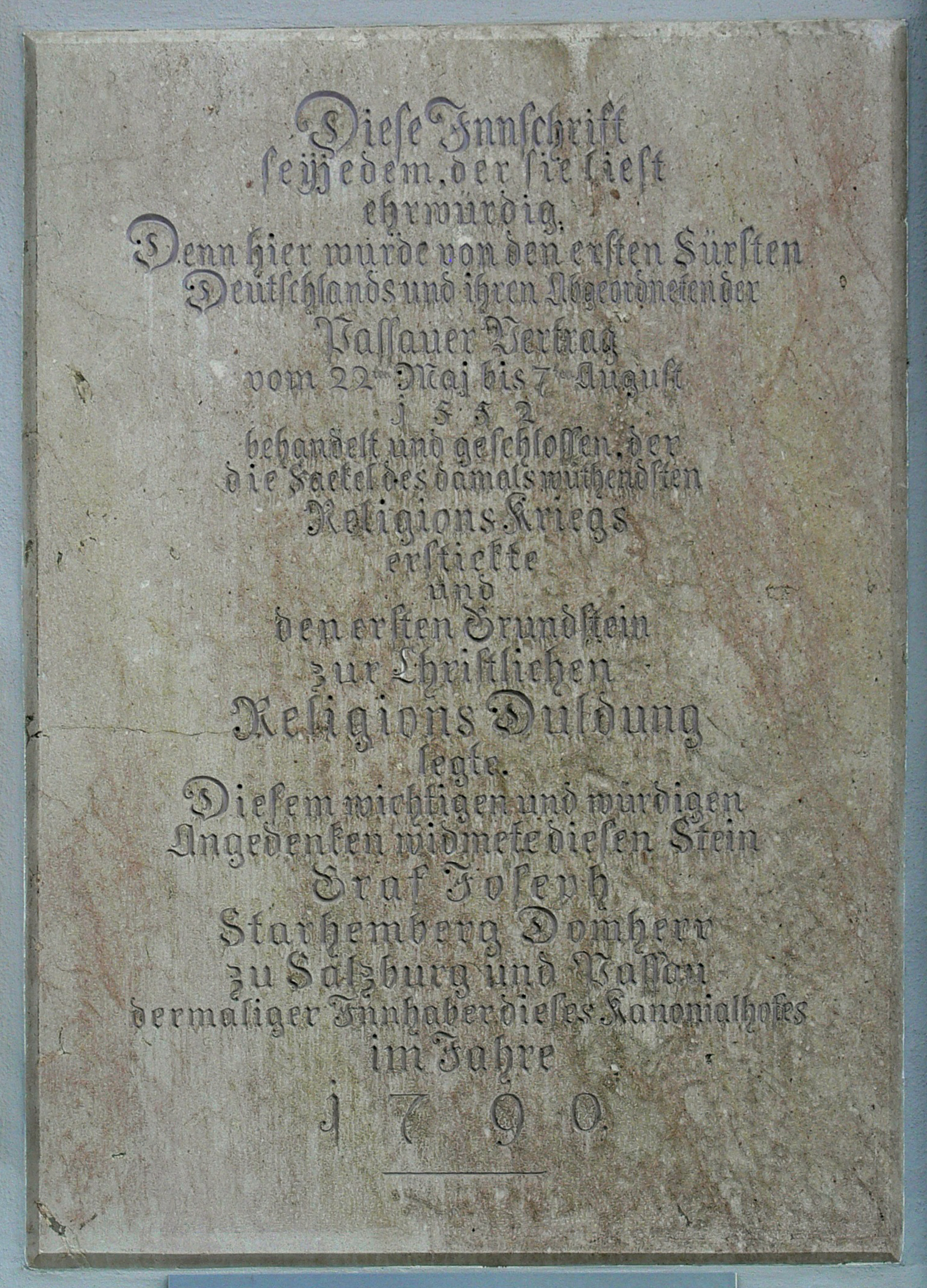
1790 年，由教士约瑟夫·斯塔赫姆伯格伯爵捐赠，纪念帕绍合约的牌匾

帕紹和約（德語：Passauer Vertrag）簽訂於1552年8月2日，以簽署地德國東南部城市帕紹為名。訂立雙方為代表神圣罗马帝国皇帝查理五世的奥地利大公斐迪南一世和帝國境內的新教諸侯。查理五世在1547年的施马尔卡尔登战争中战胜了新教势力。许多新教諸侯对这次胜利后强加的奥格斯堡临时协议的宗教条款感到不满。1552年1月，在萨克森的莫里斯领导下，许多人在《香波爾条约》中与法国的亨利二世结盟。作为法国资助和援助的回报，亨利得到了德国西部的土地。在随后的親王起义（也称为第二次施马尔卡尔登战争）中，查理被新教联盟赶出德国，前往他在奥地利的祖地因斯布鲁克，而亨利则占领了梅斯、凡尔登和图尔三个莱茵主教区。
1552年8月，厌倦了长达30年的宗教内战，查理五世在帕绍和約中保证路德宗的宗教自由。奧格斯堡臨時敕令的实施被取消。在施马尔卡尔登战争期间被俘的新教諸侯、萨克森的约翰腓特烈和黑森的腓力一世被释放。作为1555年9月奥格斯堡和约的前身，帕绍和約有效地迫使查理五世放弃了对欧洲宗教统一的终生追求。
1552年8月，他的弟弟奥地利大公斐迪南一世缔结了帕绍和约，由此他正式接受了路德教奥格斯堡信条，該信條在1555年奧格斯堡帝國會議中通過的奥格斯堡和约中得到皇帝本人的确认。